# Steenbergen
Steenbergen  è una municipalità dei Paesi Bassi di 23 219 abitanti situata nella provincia del Brabante Settentrionale.